# 藤沢市立大清水中学校
藤沢市立大清水中学校（ふじさわしりつ おおしみずちゅうがっこう）は、神奈川県藤沢市にある中学校。
大清水小学校と俣野小学校、藤沢小学校と本町小学校の卒業生の一部が入学する。

## 概要
- 隣接する大清水小学校、大清水高校との3校交流を行っている（グリーン活動等）。
- 毎年行われる体育祭では全学年の男子が「大清水体操」を行う。また何故やるのかは未だに解明されていない。
- 学校の理念として「自由と責任」を掲げている。
- 制服は無く、基本的に服装は自由。入学式、始業式、卒業式などの儀式に限り、提示服と呼ばれる服装に統一される。
- 部活動では、近年、陸上競技部、サッカー部、バドミントン部が良い成績をあげている。

## 沿革
（沿革節の主要な出典は公式サイト）
- 1984年（昭和59年）4月2日 - 開校（4月3日開校式）
- 1984年（昭和59年）7月18日 - プール完成
- 1984年（昭和59年）12月11日 - 校章制定
- 1985年（昭和60年）2月4日 - 通学服の自由化
- 1994年（平成6年）4月2日 - 創立10周年
- 1994年（平成6年）12月3日 - 全国花いっぱいコンクール優良賞受賞
- 2004年（平成16年）4月2日 - 創立20周年

## 進学前小学校
- 藤沢市立藤沢小学校（一部は藤沢市立第一中学校・藤沢市立藤ヶ岡中学校へ）
- 藤沢市立本町小学校（一部は藤沢市立第一中学校へ）
- 藤沢市立俣野小学校（一部は藤沢市立六会中学校へ）
- 藤沢市立大清水小学校

## 所在地情報
所在地
- 神奈川県藤沢市大鋸1400番地

交通
- 小田急江ノ島線藤沢本町駅より徒歩15分